# Nikola Minčev

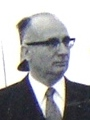
Nikola Minčev

Nikola Minčev (mazedonisch Никола Минчев; * 2. November 1915 in Kavadar, Königreich Serbien, heute: Kavadarci, Nordmazedonien; † 6. April 1997 in Skopje, Mazedonien) war ein Politiker des Bundes der Kommunisten Jugoslawiens (BdKJ) in der Sozialistischen Föderativen Republik Jugoslawien (SFRJ), der unter anderem von 1958 bis 1962 Finanzminister der SFR Jugoslawien sowie zwischen 1965 und 1968 Vorsitzender des Exekutivrates der Sozialistischen Republik Mazedonien und damit Ministerpräsident dieser Teilrepublik war. Im Anschluss fungierte er von 1968 bis 1974 als Präsident der Volksversammlung der SR Mazedonien. Nach der kommunistischen Machtübernahme in Jugoslawien beteiligte er sich an den Repressionen der Kommunistischen Partei gegen Andersdenkende und speziell gegen die Bulgaren im Land.

## Leben
Nikola Minčev wurde 1940 Mitglied der Kommunistischen Partei Jugoslawiens (KPJ) und nahm im Zweiten Weltkrieg am Partisanenkrieg teil. Er war Kommandeur der Tikveš-Partisaneneinheit „Dobri Daskalov“, der auch der spätere Parteisekretär und Präsident der SR Mazedonien Angel Čemerski angehörte. Er engagierte sich zudem im Antifaschistischen Rat der Volksbefreiung Mazedoniens ASNOM, zu dem unter anderem Metodija Andonov-Čento, Panko Brashnarov, Emanuel Čučkov, Venko Markovski, Ljupčo Arsov, Mihailo Apostolski und Vera Aceva gehörten. Nach Kriegsende übernahm er zahlreiche Funktionen in der Staats- und Parteiführung der Sozialistischen Republik Mazedonien und wurde am 19. April 1945 Bildungsminister in der ersten Regierung der Sozialistischen Republik Mazedonien von Ministerpräsident Lazar Koliševski. Im zweiten Kabinett Koliševski fungierte er vom 18. April 1946 bis zum 31. Dezember 1946 weiterhin als Bildungsminister. Im dritten Kabinett Koliševski (31. Dezember 1946 bis 6. Januar 1951) war er bis zu seiner Ablösung durch Kiro Hadži Vasilev im Juli 1947 zunächst weiterhin Bildungsminister. In seiner Zeit als Bildungsminister fällt die Einführung und Durchsetzung der von dem ASNOM auf Initiative der KPJ 1944 kodifizierten mazedonischen Sprache und den gleichzeitigen Verbot der Gebrauch der bulgarischen Sprache.
Im Januar 1948 löste er Ljupčo Arsov als Vize-Ministerpräsident ab und übernahm zudem im Februar 1950 von Strahil Gigov bis zu seiner Ablösung durch Dimče Belovski im April 1950 das Amt als Vorsitzender der Planungskommission, woraufhin er selbst im April 1950 Vorsitzender des Rates für Warenhandel wurde. Im vierten Kabinett Koliševski (6. Januar 1951 bis 3. Februar 1953) bekleidete er die Ämter als Vize-Ministerpräsident, Leiter der Gesetzgebung, Vorsitzender des Rates der Volksregierung für Bauwesen und Vorsitzender des Rates für Warenhandel. Nachdem aus der Regierung am 3. Februar 1953 der Exekutivrat der Volksversammlung der SR Mazedonien unter dem Vorsitz von Ljupčo Arsov hervorgegangen war, war er bis zum 19. Dezember 1953 Mitglied dieses Exekutivrates. Er reiste 1957 als Leiter einer Wirtschaftsdelegation in die Sowjetunion, wobei die Gespräche mit Vertretern der KPdSU unter Nikita Chruschtschow letztlich erfolglos blieben.
Minčev wechselte am 19. April 1958 in die Zentralregierung und bekleidete bis zu seiner Ablösung durch Kiro Gligorov am 1. Juni 1962 im Kabinett Tito VI das Amt als Sekretär des Exekutivrates für Finanzen und somit des Finanzministers der SFR Jugoslawien. Daneben fungierte er bis zu seiner Ablösung durch Zoran Polić am 17. Juli 1959 als Vertreter Jugoslawiens Gouverneur des Internationalen Währungsfonds IWF. Als Finanzminister betonte er die Notwendigkeit einer Stärkung der Finanzaufsicht und betonte, dass dies eine weitere Entwicklung der jugoslawischen Wirtschaft sei. Im Anschluss wurde er Vorsitzender des Planungskomitees der SFR Jugoslawien.

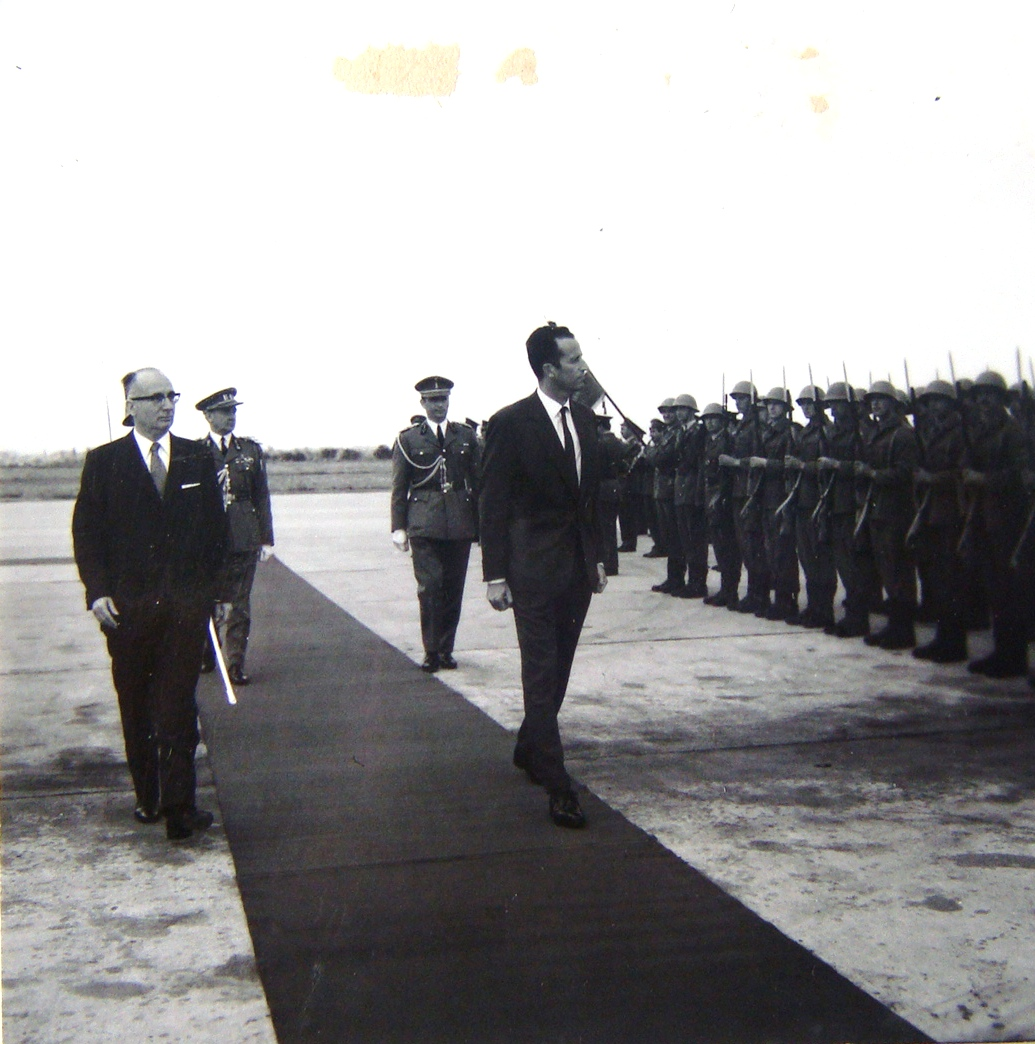
Minčev beim Empfang des Königs von Belgien Baudouin (20. Juli 1973)

Am 11. Mai 1965 übernahm Nikola Minčev, der sowohl Mitglied des Parlaments der SFR Jugoslawien als auch Mitglied der Volksversammlung der SR Mazedonien war, von Aleksandar Grličkov das Amt als Vorsitzender des Exekutivrates der SR Mazedonien und damit als Ministerpräsident dieser Teilrepublik. Er hatte dieses Amt bis zum 23. September 1968 inne und wurde daraufhin von Ksente Bogoev abgelöst.
Minčev selbst wiederum wurde am 23. September 1968 Nachfolger des verstorbenen Mito Hadzivasilev als Präsident der Volksversammlung der SR Mazedonien, nachdem zuvor seit dem 1. August 1968 Zlate Biljanovski dieses Amt als Präsident des Parlaments dieser Teilrepublik kommissarisch bekleidet hatte. Das Amt des Präsidenten der Volksversammlung übte er bis zum 8. Mai 1974 aus, woraufhin Vidoje Smilevski das neu geschaffene Amt des Präsidenten des Präsidiums der SR Mazedonien übernahm. Er wurde im Juli 1969 als Vertreter Mazedoniens Mitglied des Rates der Föderation. Außerdem wurde er am 29. Juni 1971 einer der Vertreter der Sozialistischen Republik Mazedonien im Präsidium der Sozialistischen Föderativen Republik Jugoslawien und gehörte diesem kollektiven Staatspräsidium bis zum 15. Mai 1974. Nach der neuen Verfassung der SFRJ wurde er im Dezember 1974 Mitglied des Rates der Republiken und Provinzen, der ersten Kammer der Bundesversammlung. Darüber hinaus war er Direktor des in Kavadarci ansässigen Bergbauunternehmens Feni.
Für seine Verdienste wurde er mehrfach ausgezeichnet und erhielt unter anderem den Orden der Nationalen Befreiung sowie die Partisanenmedaille 1941.

## Hintergrundliteratur
- Directory of Officials of the Socialist Federal Republic of Yugoslavia, Bände 7–8, 1976 (Onlineversion)
- Directory of Officials of the Socialist Federal Republic of Yugoslavia, 1979 (Onlineversion)
- Directory of Officials of the Socialist Federal Republic of Yugoslavia, Bände 7–8, 1983 (Onlineversion)
- Dimitar Bechev: Historical Dictionary of North Macedonia, 2019, ISBN 978-1-5381-1962-4 (Onlineversion (Auszug))